# Villa Cimbrone

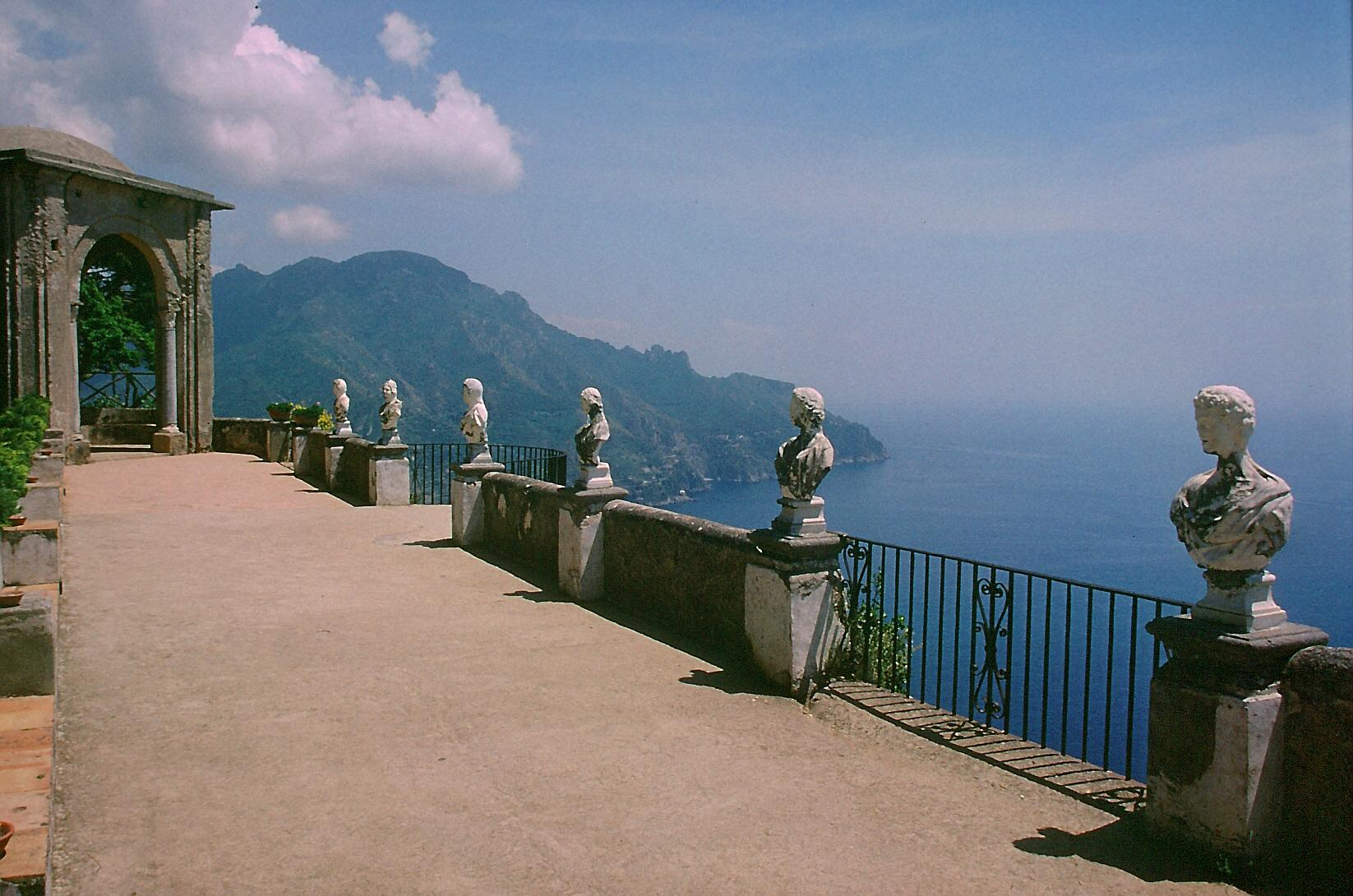
Terrazza dell’infinito, Villa Cimbrone

Die Villa Cimbrone ist eine im 20. Jahrhundert errichtete Wohnanlage im italienischen Ort Ravello in einem weitläufigen Park (Via Santa Chiara 26). Sie befindet sich in der Provinz Salerno, Kampanien an der Amalfiküste.

## Geschichte
Der Schotte Ernest William Beckett, der spätere Lord Grimthorp, ließ im Jahre 1904 auf einem vorspringenden Felsen, zirka 350 m über dem Meeresspiegel, den aus dem 12. Jahrhundert stammenden bestehenden Palazzo umgestalten und einen Garten anlegen. Dem eklektischen Geist der Zeit entsprechend, inspiriert von der römischen Vergangenheit und dem mittelalterlichen Orienthandel des Städtchens Ravello, der die Kaufleute mit den unterschiedlichsten Kulturen in Kontakt gebracht hatte, wurden vielfältige Stilelemente kombiniert. Das Anwesen diente vor allem als Zentrum des Theaterlebens und als Treffpunkt von Politikern und Künstlern. Heute beherbergt die Villa ein kleines luxuriöses Hotel, umgeben von einem öffentlich zugänglichen Garten.
 Lord Grimthorp starb 1917 und liegt in dem kleinen Tempel im Garten begraben.

## Garten

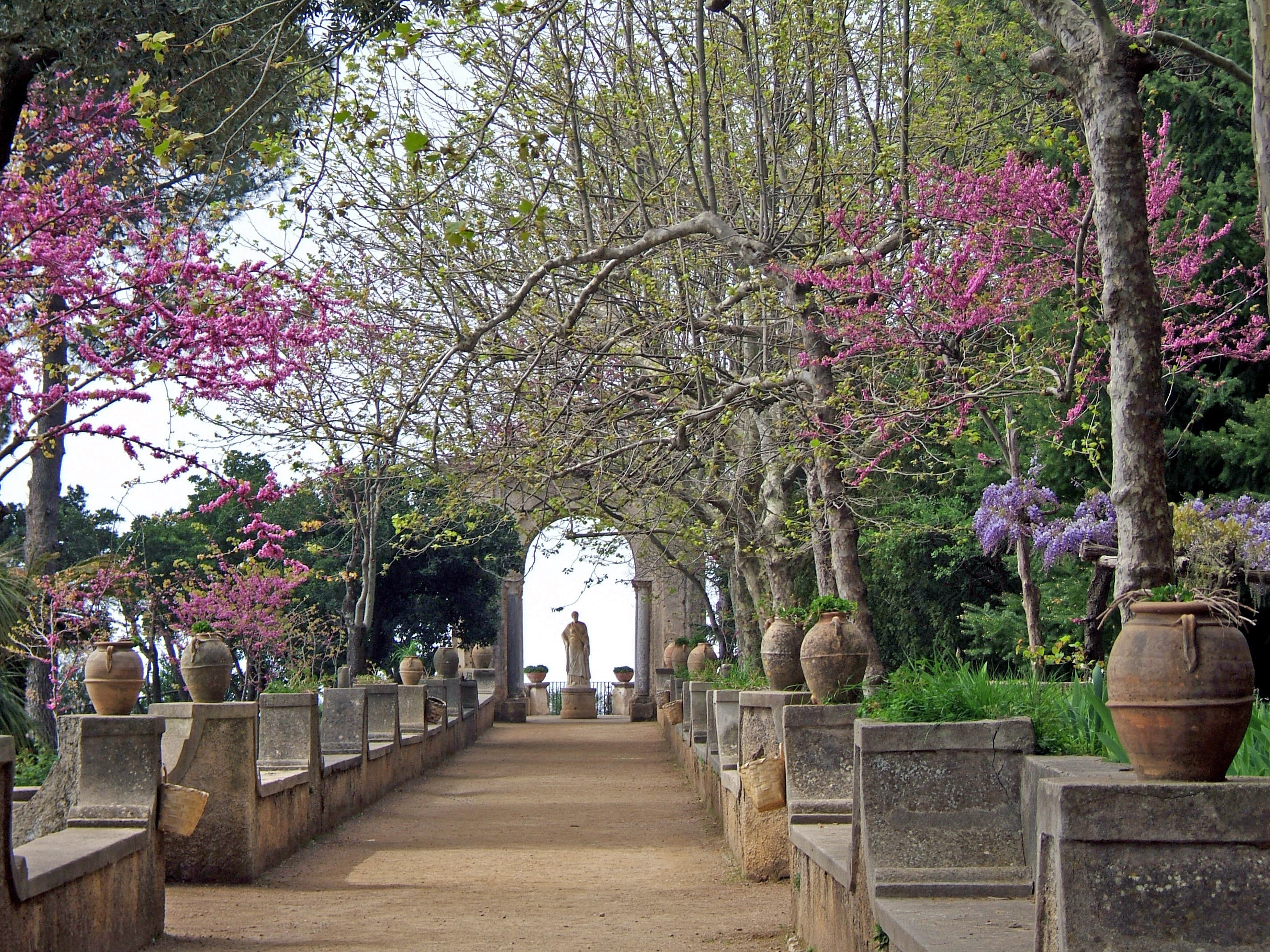
Garten der Ville Cimbrone

Der Zugang zum Garten erfolgt durch einen Kreuzgang, mit einem Brunnen in der Mitte. Das Wort Villa steht im Italienischen auch für „Garten“, der hier in verschiedene unterschiedliche Bereiche gegliedert ist. Auf der einen Seite erstreckt sich ein Blumengarten, in dem zahlreiche Kopien römischer Kunstwerke platziert sind. In anderen Gartenbereichen spenden Bäume Schatten. Eine Glyzinienhecke führt zu einer schmalen Treppe, die den Blick frei gibt auf steinerne Vasen, Mosaike, Statuen und Lauben. Eine Zypressenallee lenkt die Blicke auf einen Tempel mit der Kopie einer antiken Figur.
Das Belvedere, eine Aussichtsplattform mit einer Balustrade am Ende des Gartens, ist geschmückt mit marmornen Büsten. Sie ist  Unmittelbar über den ins Tyrrhenische Meer abfallenden Felsen gelegen.
Der Garten ist täglich von 9 Uhr bis eine Stunde vor Sonnenuntergang geöffnet. Vom Gebäude (Hotel) kann nur der Kreuzgang besichtigt werden.

## Die Villa in den Medien
Die Villa und der Garten sind Schauplätze der in den 1980er-Jahren ausgestrahlten Fernsehserie Oliver Maass. Die Terrasse bildet den Hintergrund im Abspann.
Die Terrasse der Villa Cimbrone ist auch ein Schauplatz im dritten Teil der Sissi-Verfilmungen aus den 1950er-Jahren. In Schicksalsjahre einer Kaiserin muss, auf Anraten des Hofrates, Sissi (Romy Schneider) eine Kur auf Madeira verbringen. Die Szenen zusammen mit ihrer filmischen sowie realen Mutter, Herzogin Ludovika in Bayern (Magda Schneider), wurden jedoch nicht auf Madeira, sondern auf der Terrasse der Villa Cimbrone in Ravello gedreht.
Im Film Wonder Woman (2017) ist die Terrasse kurz als Teil der Insel Themyscira im Mittelmeer zu sehen, auf der das Kriegervolk der Amazonen unter der Herrschaft von Königin Hippolyta lebt. In der Szene sieht man die junge Diana mit ihrer Mutter, Königin Hippolyta.